# Jason Turner
Jason Turner (ur. 31 stycznia 1975 w Rochester) – amerykański strzelec sportowy, brązowy medalista olimpijski.
Specjalizuje się w strzelaniu z pistoletu pneumatycznego. Brązowy medalista igrzysk olimpijskich w 2008 roku.